# Emser Depesche

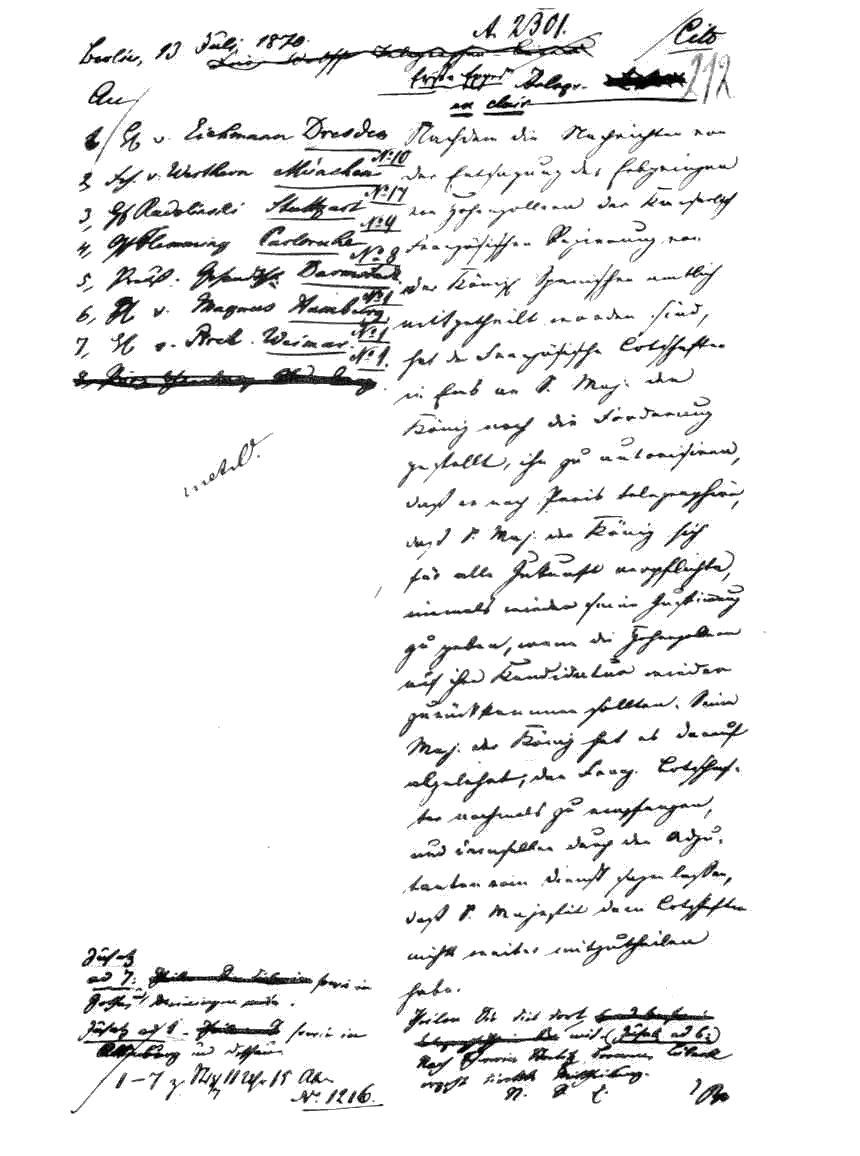
Kopie des ersten von drei Schreiben, die Bismarck versandt hat. Diese sogenannte 1. Expedition vom 13. Juli 1870, 23:15 Uhr, richtete sich an die preußischen Gesandten an den Fürstenhöfen innerhalb des Norddeutschen Bundes und der süddeutschen Staaten. Der Text ist nicht identisch mit dem regierungsinternen Telegramm, verwendet aber einige Passagen wortgleich.

Die Emser Depesche war ein internes Telegramm der Regierung des Norddeutschen Bundes vom 13. Juli 1870. Darin berichtet Heinrich Abeken, ein Mitarbeiter des norddeutschen Auswärtigen Amtes, seinem Vorgesetzten Bundeskanzler Otto von Bismarck über die jüngsten Geschehnisse im Kurort Ems. Dort hatte der französische Botschafter bezüglich der spanischen Erbfolge Forderungen an König Wilhelm von Preußen gestellt.
Anlass für die Forderungen war die spanische Thronfolge, für die von spanischer Seite ein Kandidat des süddeutschen Zweiges der Hohenzollern angesprochen wurde, der jedoch ablehnte. Frankreich war damit noch nicht zufrieden. König Wilhelm, als Chef des Hauses Hohenzollern, sollte zudem für alle Zukunft versichern, dass sich kein Kandidat aus seinem Hause jemals für den spanischen Thron zur Verfügung stellen werde. Der 73-jährige König, der in Ems (seit 1913 Bad Ems) im Rheinland weilte, wurde dazu vom französischen Botschafter de Benedetti auf der Kurpromenade angesprochen. Der König schilderte den Vorfall Abeken, der eine entsprechende Depesche nach Berlin zum Bundeskanzler des Norddeutschen Bundes, Otto von Bismarck, telegrafierte.
Bismarck informierte darauf die Presse über die französischen Forderungen und Wilhelms Ablehnung. Diese Pressemitteilung wird zuweilen mit der eigentlichen, nicht veröffentlichten Emser Depesche verwechselt, weil Bismarck für seinen redigierten Text Teile des Wortlauts der Depesche wiederverwendete. Die französischen Übersetzungen enthielten weitere Änderungen. Auf jeder Seite wurde das Verhalten der anderen als unangemessen provokant angesehen. Am 19. Juli 1870 erklärte Frankreich Preußen den Krieg.

## Hintergrund
1868 war in Spanien Königin Isabella II. gestürzt worden; der Thron war damit zunächst vakant. Isabella nahm Zuflucht in Frankreich. Von Beginn an gehörte Leopold von Hohenzollern-Sigmaringen (1835–1905) zu den öffentlich diskutierten Kandidaten für ihre Nachfolge. Juan Prim, Ministerpräsident der Übergangsregierung von Spanien und einer der Anführer des Aufstandes, wandte sich jedoch zunächst an andere Kandidaten. Napoleon III. hintertrieb diese Kandidaturen jedoch, da er Alfonso, den Sohn Isabellas, auf den spanischen Thron bringen wollte. Damit wäre der Thron dem Haus Bourbon erhalten geblieben.
Nachdem bereits im September 1869 informell mit der Familie Hohenzollern-Sigmaringen Kontakt aufgenommen worden war, trug der Sonderbotschafter Salazar y Mazaredo in einer vertraulichen Mission im Februar 1870 Leopold die spanische Krone an. Wie Leopolds Vater, Karl Anton, zuvor angeregt hatte, wandte sich Salazar in dieser Angelegenheit ebenso vertraulich auch an König Wilhelm I. von Preußen, das Oberhaupt des Gesamthauses Hohenzollern, sowie an Otto von Bismarck, den norddeutschen Bundeskanzler. Bismarck strebte einen Krieg gegen Frankreich an, ohne den, wie er später in seinen Memoiren schrieb, „wir nie ein Deutsches Reich mitten in Europa errichten“ hätten können. Daher setzte er alles daran, Prinz Leopold umzustimmen. Dieser erklärte daraufhin am 19. Juni 1870 seine Bereitschaft zur Kandidatur; Wilhelm, der dem Plan nicht zugeneigt war und ihn stets als Leopolds Privatsache angesehen hatte, erhob zwei Tage später in einer Mitteilung keine Einwände.
Die Wahlversammlung der spanischen Cortes wurde auf den 20. Juli 1870 festgesetzt. Spätestens am 1. Juli wurde die Kandidatur in Madrid bekannt, tags darauf berichtete die französische Presse, und am 3. Juli unterrichtete Prim den französischen Botschafter in Madrid. Kaiser Napoleon III. und sein Kabinett unter Ministerpräsident Émile Ollivier befürchteten in dieser Situation eine außenpolitische Umklammerung und einen deutschen diplomatischen Triumph. Eine besonders wichtige Rolle spielte Antoine Alfred Agénor de Gramont, der erst Mitte Mai französischer Außenminister geworden war. Als Diplomat hatte er sich durch eine strikte antipreußische Linie ausgezeichnet, so dass seine Ernennung zu der Vermutung Anlass gab, Kaiser Napoleon wolle von jetzt an die französische Außenpolitik dementsprechend führen.

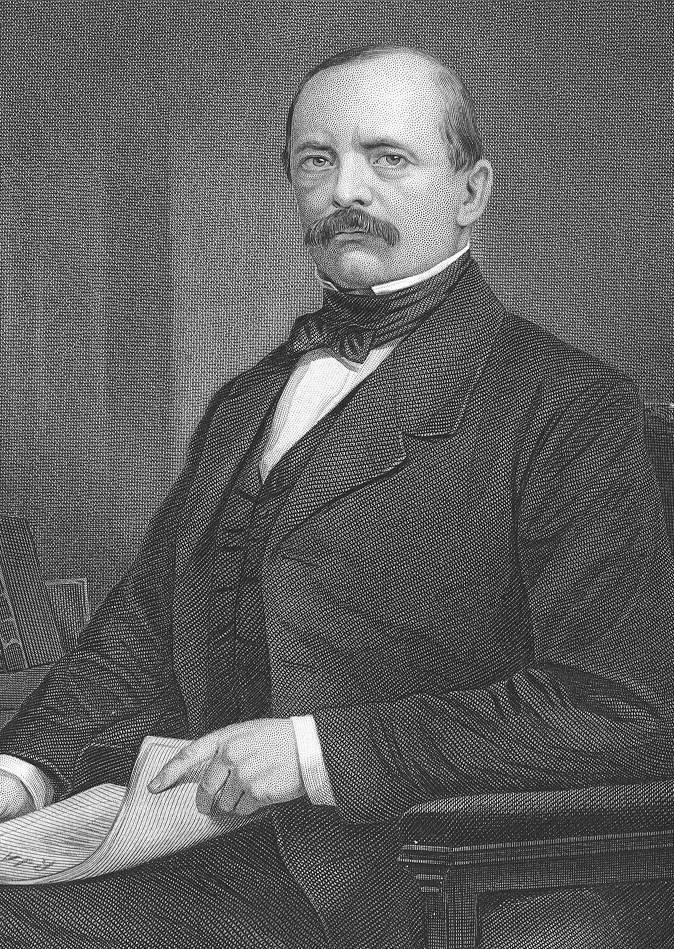
Otto von Bismarck, 1873

Frankreich ließ sich provozieren, auch weil die Kriegspartei in Paris innenpolitisch stark war. Man wollte die Vereinigung Deutschlands verhindern und Revanche pour Sadowa (so das populäre Schlagwort) nehmen. Das ansonsten viel beschworene Recht auf nationale Selbstbestimmung wollte Kaiser Louis Napoléon den Deutschen um keinen Preis zugestehen. Auch aus innenpolitischer Schwäche setzten er und sein Außenminister Gramont daher auf Konfrontation: Innere Schwierigkeiten nach außen abzulenken war seit Längerem eine bewährte Herrschaftstechnik des Bonapartismus.
Zwar war Leopold gegenüber König Wilhelm auf der Familienebene loyal, was sich daran zeigt, dass Leopold sich bei seinem Vorgehen nach den Entscheidungen König Wilhelms richtete, als er seine Kandidatur beendete (s. u.). Nichts sprach jedoch dafür, dass Leopold als König von Spanien auch politische Loyalität gegenüber Preußen an den Tag legen würde. Bismarck erwartete von einem Hohenzollern auf dem spanischen Thron vor allem, dass der Einfluss nachlassen werde, den Frankreich besonders auf die süddeutschen Staaten ausübte.
Die Hohenzollern-Sigmaringen-Linie war dem Pariser Hof durchaus freundschaftlich verbunden, was sich daran zeigte, dass Napoleon III. 1866 Leopolds Bruder Karl gegen den Widerstand der Großmächte auf den Thron Rumäniens gebracht und Leopold selbst als König von Griechenland in Aussicht genommen hatte. Auf der familiären Seite stand Prinz Leopold Frankreich näher als den Hohenzollern: Die eine Großmutter war Stéphanie de Beauharnais gewesen, eine Adoptivtochter Napoleons I., die andere Großmutter war Antoinette Murat.
Bei der Beurteilung einer außenpolitischen Krise und ihres Managements sind vorrangig die diplomatischen Gepflogenheiten der Zeit zu berücksichtigen. Eine besonnene und findige Diplomatie hätte darin bestehen können, dass sich Kaiser Napoleon an König Wilhelm „von Haus zu Haus“ und das Außenministerium an die preußische Staatsregierung gewandt und um Einflussnahme auf Leopold ersucht hätten, seine Entscheidung zu überdenken. Stattdessen suchte Gramont von Anfang an mit scharfen antipreußischen Erklärungen die Öffentlichkeit. Als erstes lancierte er einen entsprechenden Artikel in der offiziösen Zeitung Constitutionnel, der einen Umschwung in die bisher ausgewogene Berichterstattung brachte. Am selben Tag noch teilte er den europäischen Hauptstädten die französische Sicht der Dinge mit. Am 6. Juli 1870 verlas er eine von Kaiser Napoleon gutgeheißene und von der Regierung einstimmig gebilligte scharfe Erklärung vor der Chambre législative, wonach Frankreich eine solche Entwicklung nicht hinnehme und, sollte es doch dazu kommen, ohne Zögern seine Pflicht tun werde – eine kaum verschleierte Kriegsdrohung:

« La France ne tolérerait pas l’établissement du prince de Hohenzollern ni d’aucun prince prussien sur le trône espagnol. Pour empêcher cette éventualité, il [le gouvernement] comptait à la fois sur la sagesse du peuple allemand et sur l’amitié du peuple espagnol. S’il en était autrement, fort de votre appui et de celui de la Nation, nous saurions remplir notre devoir sans hésitation et sans faiblesse. »

„Frankreich würde nicht dulden, dass der Prinz von Hohenzollern oder sonst irgendein preußischer Prinz den spanischen Thron besteigt. Um diesen möglichen Fall zu verhindern, zählte die Regierung zugleich auf die Klugheit des deutschen Volkes und auf die Freundschaft des spanischen Volkes. Sollte es jedoch anders kommen, so wüssten wir kraft Ihrer [der Abgeordneten] Unterstützung und derjenigen der Nation ohne Zögern und ohne Schwäche unsere Pflicht zu tun.“

Der französische Historiker Albert Sorel nannte diese Erklärung ein Ultimatum, das umso schwerer wog, als Frankreich damit in die inneren Angelegenheiten Spaniens einzugreifen versuchte. Die eigentliche Stoßrichtung zielte jedoch auf König Wilhelm von Preußen, der sich damals zur Kur in Ems aufhielt. Der französische Außenminister entsandte bereits am 7. Juli, dem Tag nach der zitierten Rede, seinen Botschafter am preußischen Hof, den Grafen Vincent de Benedetti, zum König.
De Benedetti hatte den Auftrag, König Wilhelm zur Einflussnahme auf Prinz Leopold zu bewegen, der daraufhin seine spanische Kandidatur abbrechen sollte. Sinon, c’est la guerre (übersetzt: „Andernfalls gibt es Krieg“), hieß es in einem Telegramm des Außenministers vom 7. Juli. König Wilhelm gewährte dem Botschafter erstmals am 9. Juli und danach noch mehrmals Audienzen, bei denen der Botschafter dem König wiederholend die französische Forderung vortrug. König Wilhelm hatte schwere Bedenken, sorgte dann aber doch dafür, dass die Kandidatur abgesagt wurde. Dies geschah am 12. Juli, als Fürst Karl Anton von Hohenzollern-Sigmaringen, Leopolds Vater, in dessen Namen den Verzicht auf die spanische Königswürde erklärte.

## Auf der Emser Kurpromenade

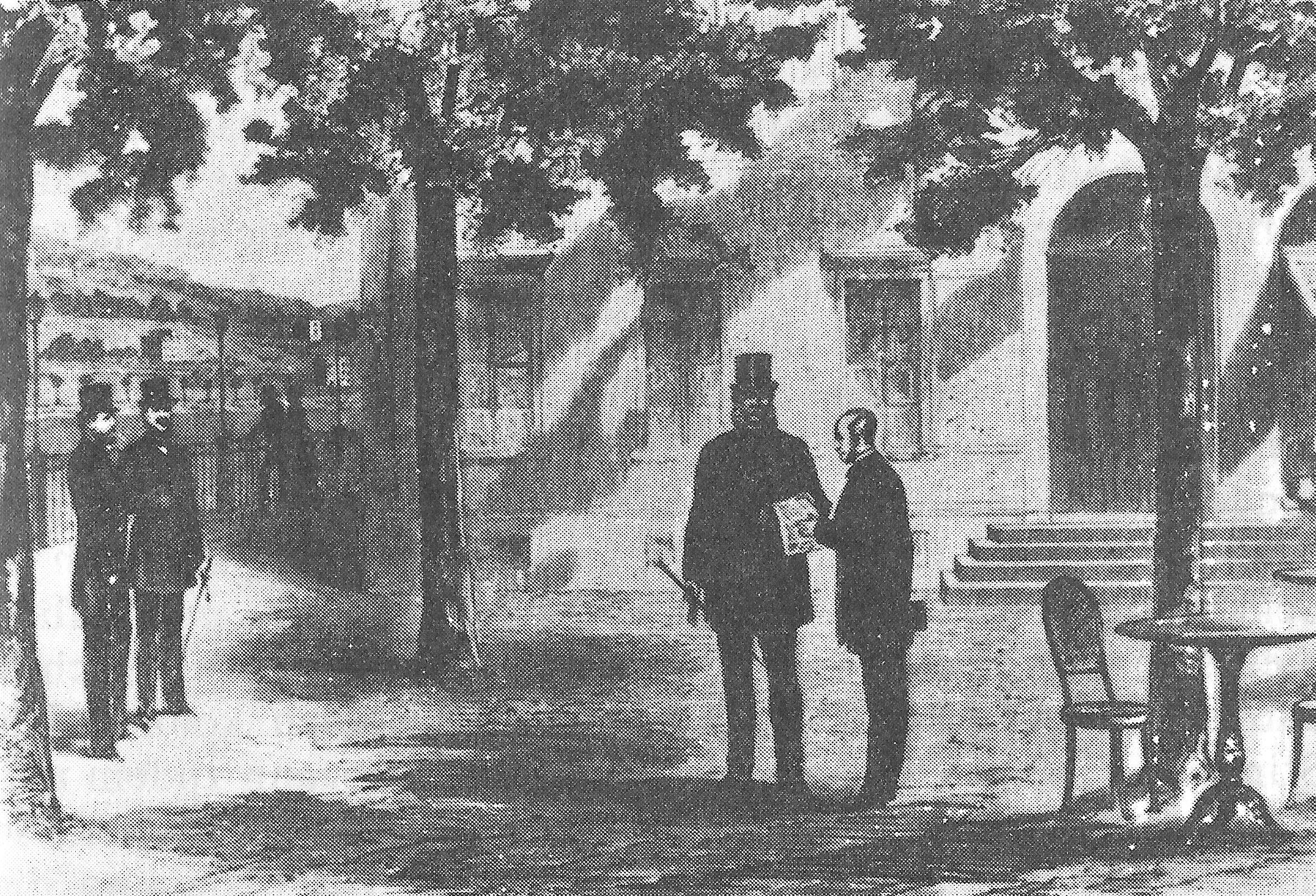
Darstellung der sogenannten Emser Audienz von Benedetti bei König Wilhelm auf der Kurpromenade in Ems.

Die Nachricht vom Verzicht erreichte den französischen Außenminister früher als König Wilhelm. Noch am selben Abend befahl Außenminister de Gramont dem Botschafter telegrafisch, erneut beim König vorstellig zu werden und zu verlangen, dass der König den Verzicht bestätige und eine neuerliche Kandidatur unterbinden werde.
De Benedetti wollte daher am Vormittag des 13. Juli den König um eine weitere Audienz ersuchen, erfuhr aber, dass Wilhelm ausgegangen war. Der Botschafter suchte und fand den König auf der Kurpromenade in Ems, sprach ihn direkt an und eröffnete ihm die weitergehenden Forderungen der französischen Regierung. Wilhelm bestätigte später am Tag die Verzichtserklärung des Prinzen, nachdem er davon benachrichtigt worden war; die weitergehende Garantieerklärung lehnte der König jedoch in deutlichen Worten ab:

« Le Roi a terminé notre entretien en me disant qu’il ne pouvait ni ne voulait prendre un pareil engagement, et qu’il devait, pour cette éventualité comme pour toute autre, se réserver la faculté de consulter les circonstances. »

„Der König hat unsere Unterredung beendet, indem er sagte, dass er eine solche Bindung weder eingehen könne noch wolle und dass er sich für diese Möglichkeit wie für jede andere vorbehalte, sich nach den Umständen zu richten.“

Später am Tag bestätigte der König seine Weigerung durch seinen Adjutanten Fürst Radziwill und lehnte eine weitere Audienz ab. De Benedetti berichtete den Hergang telegrafisch nach Paris und reiste ab. Er war am 15. Juli in Paris.

## Emser Depesche nach Berlin
Bismarcks enger Mitarbeiter Heinrich Abeken, der den König in Ems begleitete, notierte noch am selben Tage Wilhelms mündlichen Bericht über die Ereignisse und telegraphierte diesen an den Ministerpräsidenten. Dieser Bericht Abekens war die eigentliche Emser Depesche. Sie hatte folgenden Wortlaut:

„Seine Majestät der König schreibt mir:
Graf Benedetti fing mich auf der Promenade ab, um auf zuletzt sehr zudringliche Art von mir zu verlangen, ich sollte ihn autorisiren, sofort zu telegraphiren, dass ich für alle Zukunft mich verpflichtete, niemals wieder meine Zustimmung zu geben, wenn die Hohenzollern auf ihre Candidatur zurückkämen.
Ich wies ihn zuletzt, etwas ernst, zurück, da man à tout jamais dergleichen Engagements nicht nehmen dürfe noch könne.
Natürlich sagte ich ihm, dass ich noch nichts erhalten hätte und da er über Paris und Madrid früher benachrichtigt sei als ich, er wohl einsähe, dass mein Gouvernement wiederum außer Spiel sei.
Seine Majestät hat seitdem ein Schreiben des Fürsten bekommen.
Da Seine Majestät dem Grafen Benedetti gesagt, dass er Nachricht vom Fürsten erwarte, hat Allerhöchstderselbe, mit Rücksicht auf die obige Zumuthung, auf des Grafen Eulenburg und meinen Vortrag, beschlossen, den Grafen Benedetti nicht mehr zu empfangen, sondern ihm nur durch einen Adjutanten sagen zu lassen: dass Seine Majestät jetzt vom Fürsten die Bestätigung der Nachricht erhalten, die Benedetti aus Paris schon gehabt, und dem Botschafter nichts weiter zu sagen habe. 
Seine Majestät stellt Eurer Excellenz anheim, ob nicht die neue Forderung Benedettis und ihre Zurückweisung sogleich, sowohl unsern Gesandten, als in der Presse mitgeteilt werden sollte.“

Der Vergleich mit der Darstellung vom Hergang, die Benedetti gegeben hatte (s. o.) zeigt, dass die Schilderungen einander im Wesentlichen entsprachen.

## Vorgänge in Berlin
Dieses Telegramm erreichte Bismarck am 13. Juli. Er redigierte und kürzte es stark, sodass der Tenor ein gänzlich anderer wurde. Der Text lautete nun:

„Nachdem die Nachrichten von der Entsagung des Erbprinzen von Hohenzollern der Kaiserlich Französischen Regierung von der Königlich Spanischen amtlich mitgeteilt worden sind, hat der Französische Botschafter in Ems an S. Maj. den König noch die Forderung gestellt, ihn zu autorisieren, dass er nach Paris telegraphiere, dass S. Maj. der König sich für alle Zukunft verpflichte, niemals wieder seine Zustimmung zu geben, wenn die Hohenzollern auf ihre Kandidatur wieder zurückkommen sollten.
Seine Maj. der König hat es darauf abgelehnt, den Franz. Botschafter nochmals zu empfangen, und demselben durch den Adjutanten vom Dienst sagen lassen, dass S. Majestät dem Botschafter nichts weiter mitzuteilen habe.“

An Bismarcks Text fällt zunächst auf, dass er deutlich kürzer ist als Abekens Version. Bismarck hatte unter anderem zwei Ausdrücke Wilhelms weggelassen, die sich gegen Benedetti gerichtet hatten („auf […] sehr zudringliche Art“ und „Zumuthung“). Es wäre undiplomatisch gewesen, dies zu veröffentlichen. Der wesentliche Unterschied liegt jedoch in der Auslassung der Beschreibung Abekens, wonach König Wilhelm eine Unterredung mit dem französischen Botschafter gehabt und ihm seine Ablehnung erläutert hatte. Bismarck übernahm lediglich die französische Forderung und die Verweigerung einer (weiteren) Audienz in knappen Worten. Der Austausch zwischen Benedetti und Wilhelm wirkte wesentlich kürzer und dadurch schroffer. Benedetti sei demnach in Ems in ungebührender Weise aufgetreten und der König habe sofort weitere diplomatische Kontakte abgelehnt.
Bismarck erzählt in seinen Memoiren, das originale Telegramm sei während eines Essens eingetroffen, zu dem er Roon und Moltke geladen hatte. Er habe es seinen beiden Gästen vorgelesen, „deren Niedergeschlagenheit so tief wurde, daß sie Speise und Trank verschmähten“, bis er mit seiner spontanen Kürzung ihre Laune wieder hob. Diese Version wird von dem Historiker Michael Stürmer ins Reich der Fabel verwiesen. Tatsächlich habe Bismarck bereits am Tag zuvor Schritte eingeleitet, die Frankreich nur noch die Wahl zwischen Krieg und politischer Niederlage ließen.
Vor der Freigabe des Textes an die Presse erkundigte sich Bismarck noch bei General Moltke nach dem Stande der Rüstung. Er wollte wissen, wie viel Zeit zur Vorbereitung eines erfolgreichen Krieges notwendig sei. Moltke hielt den schnellen Ausbruch eines Krieges im Ganzen für vorteilhafter als eine Verschleppung. Bismarck gab der Presse seine Darstellung zur Veröffentlichung frei, die noch am 13. Juli von der regierungsnahen Norddeutschen Allgemeinen Zeitung in einer Sondernummer und am 14. Juli im amtlichen Königlich Preußischen Staats-Anzeiger veröffentlicht wurde.

## Französische Reaktion

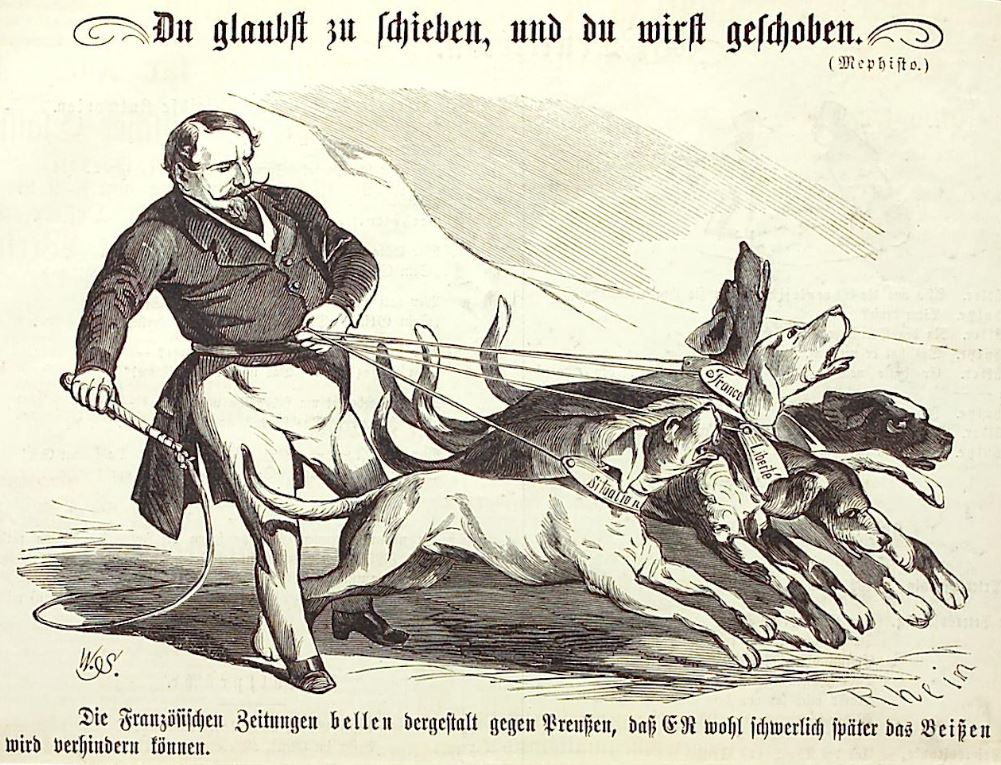
Schon 1867 sah der Kladderadatsch Napoleon von der französischen Presse gezogen.

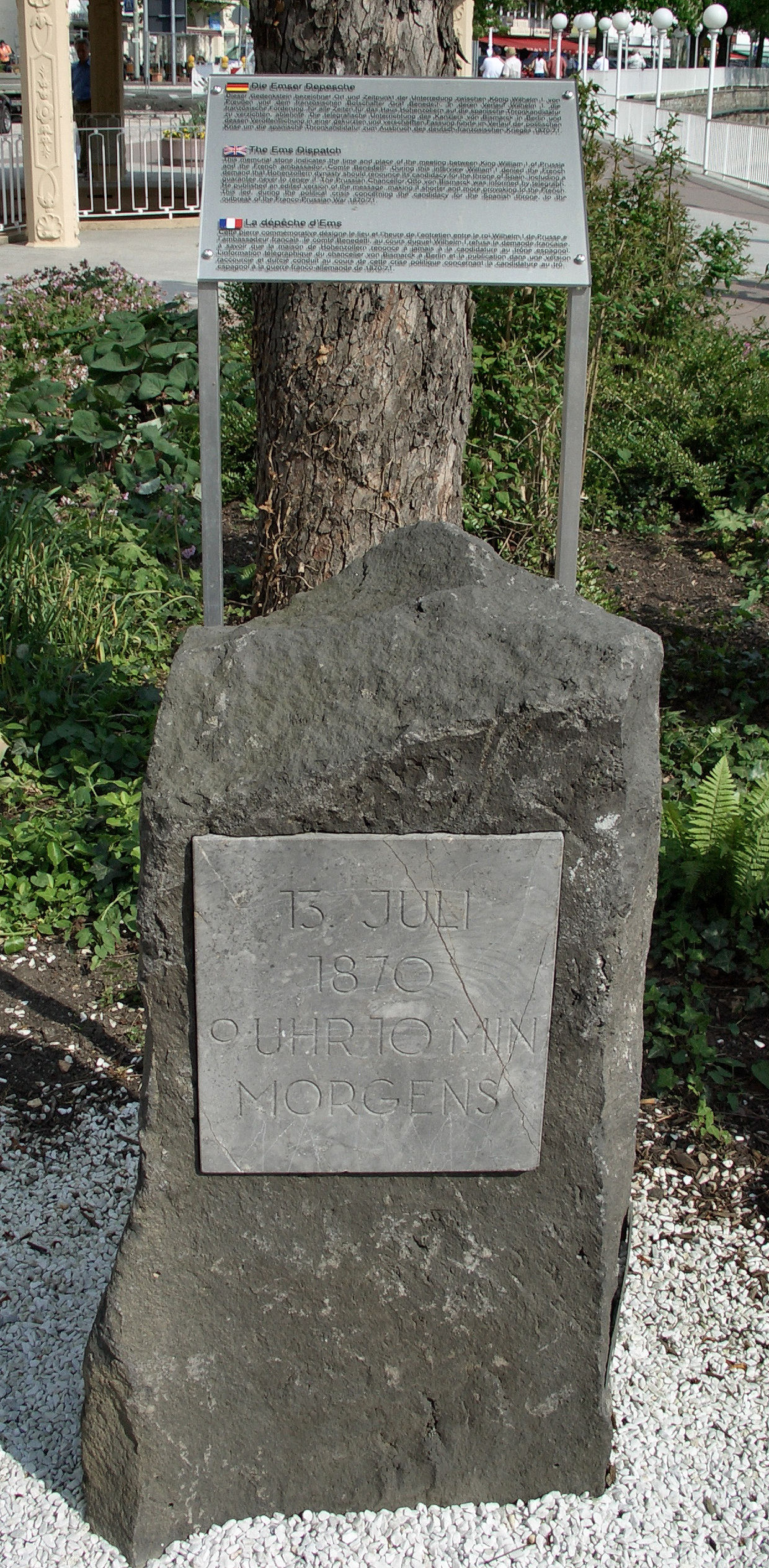
Gedenkstein in Bad Ems, der an die Emser Depesche erinnert

Die französische Nachrichtenagentur Havas hat in ihrer Übersetzung die Forderung des Botschafters zur bloßen Frage (il a exigé) abgeschwächt und zudem das Wort Adjutant, anstatt es korrekt mit aide de camp, der Bezeichnung für den entsprechend hochgestellten Assistenten eines Staatsoberhauptes, zu übersetzen, wörtlich als adjutant übernommen, womit jedoch im Französischen nur ein niederrangiger Hauptfeldwebel bezeichnet wird.
Die französische Öffentlichkeit reagierte auf die Veröffentlichung der Depesche mit der von Bismarck kalkulierten Empörung. Dagegen wurden Benedetti und seine Darstellung angefeindet. In jedem Fall konnte Bismarcks Darstellung den Eindruck erwecken, dass Wilhelm die Forderung Frankreichs, die der französischen Öffentlichkeit gerecht erscheinen konnte, als unverschämt empfand und brüsk zurückgewiesen hatte.
Dennoch ist Vorsicht davor angebracht, in Bismarcks Zug den (einzigen) Kriegsauslöser auszumachen, etwa dahingehend, dass Frankreich „nach den damaligen Ehrenvorstellungen“ nicht anders als durch Kriegserklärung hätte antworten können, um sein Gesicht nicht zu verlieren. Napoleons Wille, Krieg zu führen, hatte bereits festgestanden. Da die französische Öffentlichkeit noch gar nichts von der neuen Forderung wusste, hätte zunächst die Möglichkeit bestanden, Wilhelms Ablehnung in Stille hinzunehmen. Durch Bismarcks Pressemitteilung war dieser Weg jedoch versperrt und ebenso die Möglichkeit, die Darstellung noch irgendwie zu schönen.

## Deutsch-Französischer Krieg
Am 16. Juli 1870 bewilligte die französische Legislative mit nur sechs Gegenstimmen Finanzmittel für einen Krieg. Am 19. Juli teilte der französische Außenminister dem norddeutschen Botschafter in Paris mit, dass Frankreich sich als im Kriegszustand mit Preußen befindlich betrachte. Am 2. September wurde der französische Kaiser Napoléon III. von deutschen Truppen bei Sedan gefangen genommen. Daraufhin bildete sich die vorläufige Regierung der Dritten Französischen Republik. Mit dieser schloss das Deutsche Reich am 28. Januar 1871 einen Waffenstillstand und am 10. Mai 1871 den Frieden von Frankfurt.